# Torvas
Torvas (en francès Tourves) és un municipi francès situat al departament del Var i a la regió de Provença – Alps – Costa Blava.

## Demografia
| 1962                                       | 1968  | 1975  | 1982  | 1990  | 1999  | 2006  |
| ------------------------------------------ | ----- | ----- | ----- | ----- | ----- | ----- |
| 1.562                                      | 1.648 | 1.844 | 2.137 | 2.788 | 3.428 | 4.641 |
| Des de 1962: població sense dobles comptes |       |       |       |       |       |       |

## Administració
| Període   | Identitat        | Partit |
| --------- | ---------------- | ------ |
| 1945-1983 | Maurice Brémond  | PCF    |
| 1983-2008 | Maurice Constans | PCF    |
| 2008-     | Paul Castellan   |        |